# 馬澤帕 (明尼蘇達州)
馬澤帕（英語：Mazeppa）是一個位於美國明尼蘇達州瓦巴沙縣的城市。

## 歷史
馬澤帕於1855年成立，1877年升格為城市。此地得名自伊万·马泽帕（Ivan Mazepa）。

## 人口
根據2020年美國人口普查的數據，馬澤帕的面積為2.80平方千米，皆為陸地。當地共有人口874人，而人口密度為每平方千米312人。